# Климо Плакенски
Климо Плакски е български революционер, деец на Вътрешната македоно-одринска революционна организация.

## Биография
Роден е в охридското българско село Плаке, тогава в Османската империя. Присъединява се към ВМОРО и става войвода на чета. Участва в Илинденско-Преображенското въстание през лятото на 1903 година като войвода на чета. С четата си се сражава на 30 юли 1903 година с войска между селата Плаке и Свинища.